# Stanisław Szpor
Stanisław Szpor (ur. 5 kwietnia 1908 we Lwowie, zm. 10 kwietnia 1981 w Gdańsku) – polski konstruktor, wynalazca, inżynier elektryk, profesor, specjalista z dziedziny wysokich napięć.

## Życiorys
Urodził się w rodzinie Łucjana i Anny z Kudasiewiczów (1880–1947). Edukację rozpoczął w gimnazjum we Lwowie, ukończył w 1926 Gimnazjum Państwowe im. Adama Mickiewicza w Warszawie. W 1931 ukończył z tytułem inżyniera elektryka studia na Wydziale Elektrycznym Politechniki Warszawskiej, w 1933 uzyskał tytuł doktora nauk technicznych na podstawie rozprawy „Nowe metody badania fal uskokowych i wytworzonych przez nie pól elektrycznych”. Od 1933 roku pracował w Katedrze Miernictwa i Wysokich Napięć Politechniki Warszawskiej pod kierunkiem prof. Kazimierza Drewnowskiego, a następnie w latach 1933–1939 w Fabryce Aparatów Elektrycznych Kazimierza Szpotańskiego. Przed wojną był zatrudniony na stanowisku kierownika Działu Transformatorów Mierniczych i Aparatów Rentgenowskich, dodatkowo pracował też w Zakładzie Wysokich Napięć PW.
W 1939 roku brał udział w działaniach wojennych, walcząc w obronie Warszawy, za co odznaczony został 25 września Krzyżem Walecznych. Po kapitulacji przez Węgry dostał się do Francji i jako starszy saper został przydzielony do 2 Dywizji Strzelców Pieszych. W ramach 45 Korpusu Armii Francuskiej walczył na pograniczu francusko-szwajcarsko-niemieckim. Od 20 czerwca 1940 dywizja ta była internowana w Szwajcarii. W obozie Winterthur 31 października 1940 powołano, we współpracy z Die Eidgenössische Technishe Hochschule Zürich, Uniwersytet, w którym dr Szpor prowadził wykłady oraz badania w dziedzinie wyładowań piorunowych. Po zwolnieniu z internowania w październiku 1945 rozpoczął pracę w Lyonie w Atteliers de Construction Electriques de Delle, głównie w zwarciowni, brał też udział w pierwszej powojennej sesji CIGRE. W 1947 wrócił do Polski. 
Po powrocie do Polski początkowo zatrudniony był jako zastępca profesora w Katedrze Konstrukcji Urządzeń Elektrycznych Politechniki Warszawskiej, a później jako profesor nadzwyczajny Wydziału Elektrycznego Politechniki Gdańskiej, gdzie organizował Katedrę Wysokich Napięć i Aparatury Rozdzielczej. W 1956 mianowany profesorem zwyczajnym do 1968 był kierownikiem Katedry Wysokich Napięć i Aparatury Rozdzielczej. Za swoje wystąpienia polityczne został pozbawiony funkcji kierownika i odsunięty od wykładów, pozwolono mu kontynuować badania m.in. nad piorunami w Tatrach. W 1978 odszedł na emeryturę.
Był mężem Jadwigi ze Szwabowiczów, ojcem Marii i Zofii (mgr inż. architekta) i Lucjana (matematyka).
Zmarł 10 kwietnia 1981 w Gdańsku, pochowany w grobie Kudasiewiczów na cmentarzu Rakowickim w Krakowie (kwatera PAS 4-zach-po lewej Malików).

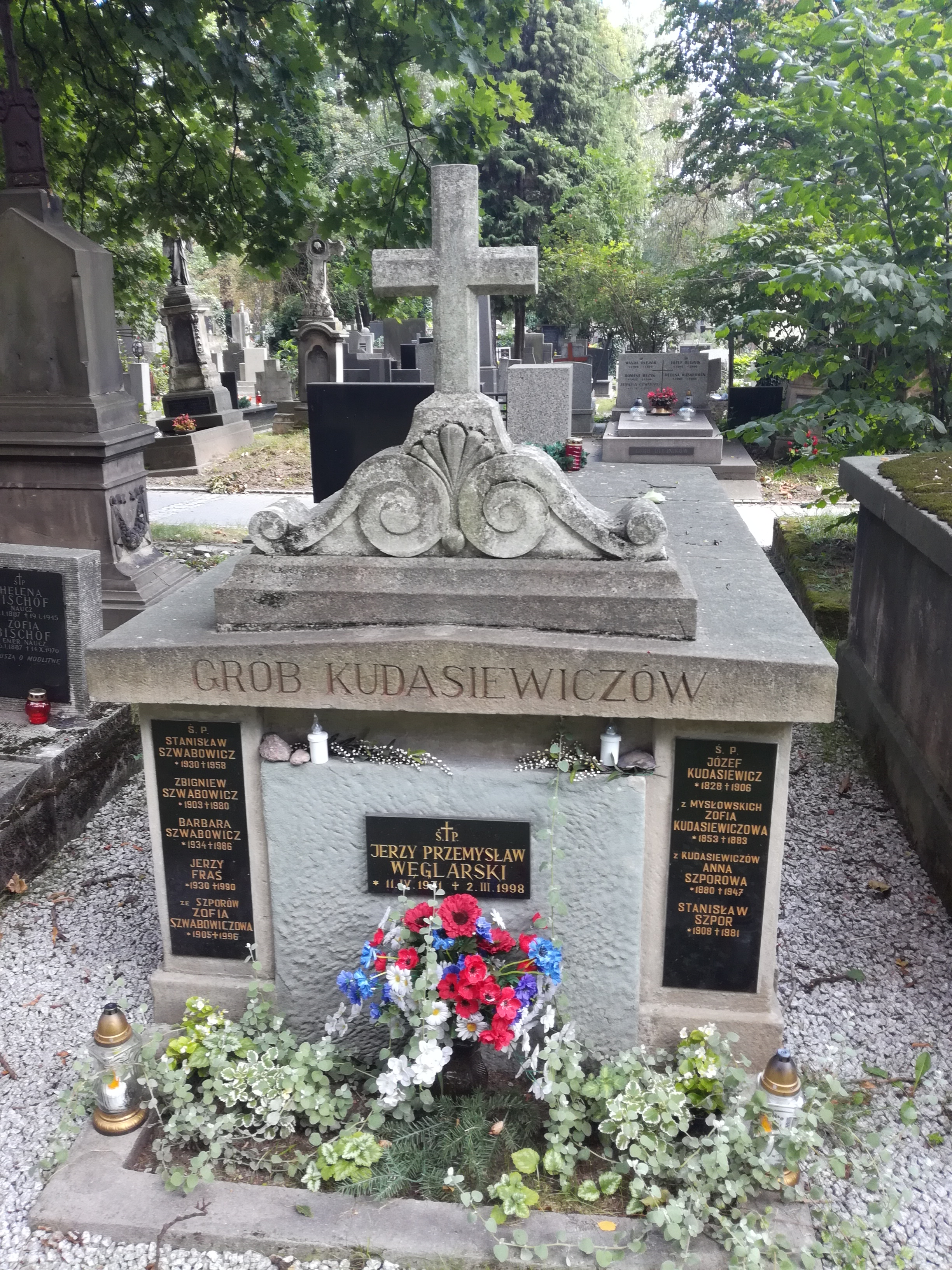
Grób prof. Stanisława Szpora na cmentarzu Rakowickim w Krakowie

## Prace naukowe
Profesor Szpor przed wybuchem wojny był konstruktorem specjalizującym się w aparaturze elektrycznej. Jego główne prace naukowe koncentrowały się na badaniu piorunów, ochrony odgromowej, przekładników, aparatury rentgenowskiej i miernictwa wysokonapięciowego. Sformułował on wiele teorii i opracował wiele metod badawczych. Był autorem 19 książek i ponad 200 publikacji. 

## Ordery i odznaczenia
- Order Sztandaru Pracy II klasy
- Krzyż Kawalerski Orderu Odrodzenia Polski (28 września 1954)[6]
- Krzyż Walecznych (25 września 1939)
- Złota Odznaka Honorowa SEP
- Medal im. prof. Mieczysława Pożaryskiego

Źródło:.

## Nagrody
- Nagroda Państwowa II stopnia za działalność naukową w zakresie badań nad piorunem i ochroną odgromową (1955)[7]

## Pamięć o profesorze
26 kwietnia 1983 rektor Politechniki Gdańskiej odsłonił tablicę pamiątkową przy wejściu do audytorium Wydziału Elektrycznego Politechniki Gdańskiej, nazwanej na cześć profesora aulą imienia Profesora Stanisława Szpora.
W 2007 r. Zarząd Oddziału Gdańskiego Stowarzyszenia Elektryków Polskich w porozumieniu z Wydziałem Elektrotechniki i Automatyki Politechniki Gdańskiej ufundował Medal Pamiątkowy imienia Profesora Stanisława Szpora.
31 maja 2007 na osiedlu mieszkaniowym w Gdańsku-Chełmie jedną z ulic nazwano imieniem profesora Stanisława Szpora.
W setną rocznicę urodzin prof. Szpora Zarząd Główny Stowarzyszenia Elektryków Polskich podjął Uchwałę nr 91 – 2006/2010 z dnia 10 stycznia 2008 r. w sprawie obchodzenia roku 2008 jako Roku prof. Stanisława Szpora.